# Räckelwitz
Räckelwitz (tiếng Sorbia: Worklecy) là một đô thị ở huyện Bautzen, in Sachsen, Đức. Đô thị Räckelwitz có diện tích 11,51 km², dân số thời điểm ngày 31 tháng 12 năm 2006 là 1230 người.
Räckelwitz tọa lạc ở Thượng Lusatia và thuộc khu vực định cư trung tâm của Sorbs. Đô thị này gồm các làng sau:
- Dreihäuser (Horni Hajnk), 11 người
- Höflein (Wudwor), 135 người
- Neudörfel (Nowa Wjeska), 171 người
- Räckelwitz (Worklecy), 532 người
- Schmeckwitz (Smječkecy), 316 người
- Teichhäuser (Haty), 27 người

Räckelwitz là nơi sinh của tác gia Jurij Brězan.